# El mal querer tour
El mal querer tour è stato il secondo tour musicale della cantante spagnola Rosalía, a supporto del suo secondo album in studio El mal querer (2018).

## Antefatti e sviluppo
Nel novembre 2018 gli organizzatori del Lollapalooza hanno annunciato che Rosalía avrebbe preso parte alle edizioni argentina e cilena del festival nel marzo seguente. Alcune settimane dopo essersi esibita ai Latin Grammy Award 2018 la cantante ha confermato che avrebbe proseguito ad esibirsi in festival musicali lungo tutto il 2019, tra cui il famoso Coachella Valley Music and Arts Festival in primavera. A dicembre 2018 viene rivelato che la cantante si sarebbe esibita in qualità di artista principale durante la prima serata del Primavera Sound Festival di Barcellona. È stata anche ingaggiata per performare a Bilbao, Cordova, Santiago de Compostela e Lleida. La tappa europea del tour ha incluso concerti in Portogallo, Polonia, Francia, Paesi Bassi, Danimarca e Regno Unito.
Il 19 marzo Rosalía svela le date dei concerti da solista che avrebbe tenuto in Nord America, nelle città di Los Angeles, San Francisco, Toronto e New York. La forte richiesta del pubblico ha portato la cantante ad aggiungere una data aggiuntiva a New York, e parallelamente viene confermata la partecipazione della cantante alla versione di Chicago del Lollapalooza. Nel successivo mese di settembre viene rivelato che la cantante avrebbe intrapreso degli spettacoli in arena a dicembre, e in particolar modo presso il Palau Sant Jordi di Barcellona e il WiZink Center di Madrid. Due concerti in teatro a Parigi e Londra si sono svolti nello stesso periodo.

## Scaletta
1. Pienso en tu mirá
2. A palé
3. De madrugá
4. Barefoot in the Park
5. Que no salga la Luna
6. Maldición
7. Catalina
8. Aunque es de noche
9. Te estoy amando locamente (cover delle Las Grecas)
10. Di mi nombre
11. De aquí no sales
12. Milionària
13. Dios nos libre del dinero
14. Bagdad
15. Brillo
16. Como Alí
17. No me llames más que ya no voy (cover di Rodolfo Parrita)
18. Lo presiento (include elementi di Es un secreto dei Plan B)
19. Yo x ti, tú x mí
20. Con altura
21. A ningún hombre
22. Aute cuture
23. Malamente

## Date del tour
| Data             | Città                  | Stato           | Luogo                         | Artisti d'apertura | Biglietti venduti / Biglietti disponibili | Incasso     |
| Sud America      | Sud America            | Sud America     | Sud America                   | Sud America        | Sud America                               | Sud America |
| ---------------- | ---------------------- | --------------- | ----------------------------- | ------------------ | ----------------------------------------- | ----------- |
| 29 marzo 2019    | Buenos Aires           | Argentina       | Hipódromo de San Isidro       | N.D.               | N.D.                                      | N.D.        |
| 31 marzo 2019    | Santiago               | Cile            | Parco O'Higgins               | N.D.               | N.D.                                      | N.D.        |
| Nord America     |                        |                 |                               |                    |                                           |             |
| 6 aprile 2019    | Toluca                 | Messico         | Foro Pegaso                   | N.D.               | N.D.                                      | N.D.        |
| 12 aprile 2019   | Indio                  | Stati Uniti     | Empire Polo Club              | N.D.               | N.D.                                      | N.D.        |
| 17 aprile 2019   | Los Angeles            | Stati Uniti     | Mayan Theatre                 | Serpentwithfeet    | 1.718 / 1.718                             | $95.260     |
| 19 aprile 2019   | Indio                  | Stati Uniti     | Empire Polo Club              | N.D.               | N.D.                                      | N.D.        |
| 22 aprile 2019   | San Francisco          | Stati Uniti     | The Regency Ballroom          | Serpentwithfeet    | 1.423 / 1.423                             | $78.549     |
| 27 aprile 2019   | Virginia Beach         | Stati Uniti     | 5th Street Stage              | N.D.               | N.D.                                      | N.D.        |
| 29 aprile 2019   | New York               | Stati Uniti     | Webster Hall                  | Serpentwithfeet    | 3.054 / 3.054                             | $164.575    |
| 30 aprile 2019   | New York               | Stati Uniti     | Webster Hall                  | Serpentwithfeet    | 3.054 / 3.054                             | $164.575    |
| 2 maggio 2019    | Toronto                | Canada          | Rebel                         | Serpentwithfeet    | 2.411 / 2.411                             | $129.924    |
| Europa           |                        |                 |                               |                    |                                           |             |
| 1º giugno 2019   | Barcellona             | Spagna          | Parc del Fòrum                | N.D.               | N.D.                                      | N.D.        |
| 2 giugno 2019    | Parigi                 | Francia         | Bois de Vincennes             | N.D.               | N.D.                                      | N.D.        |
| 8 giugno 2019    | Porto                  | Portogallo      | Parque da Cidade              | N.D.               | N.D.                                      | N.D.        |
| 14 giugno 2019   | Santiago de Compostela | Spagna          | Monte do Gozo                 | N.D.               | N.D.                                      | N.D.        |
| 15 giugno 2019   | Cordova                | Spagna          | Plaza de toros de Los Califas | N.D.               | N.D.                                      | N.D.        |
| Africa           |                        |                 |                               |                    |                                           |             |
| 21 giugno 2019   | Rabat                  | Marocco         | OLM Souissi                   | N.D.               | N.D.                                      | N.D.        |
| Europa           |                        |                 |                               |                    |                                           |             |
| 22 giugno 2019   | Tenerife               | Spagna          | Golf Costa Adeje              | N.D.               | N.D.                                      | N.D.        |
| 28 giugno 2019   | Pilton                 | Regno Unito     | Worthy Farm                   | N.D.               | N.D.                                      | N.D.        |
| 30 giugno 2019   | Werchter               | Belgio          | Werchter Festival Grounds     | N.D.               | N.D.                                      | N.D.        |
| 3 luglio 2019    | Roskilde               | Danimarca       | Festivalpladsen               | N.D.               | N.D.                                      | N.D.        |
| 5 luglio 2019    | Gdynia                 | Polonia         | Aeroporto di Gdynia-Kosakowo  | N.D.               | N.D.                                      | N.D.        |
| 7 luglio 2019    | Beuningen              | Paesi Bassi     | De Groene Heuvels             | N.D.               | N.D.                                      | N.D.        |
| 10 luglio 2018   | Madrid                 | Spagna          | Espacio Mad Cool              | N.D.               | N.D.                                      | N.D.        |
| 12 luglio 2019   | Bilbao                 | Spagna          | Monte Cobetas                 | N.D.               | N.D.                                      | N.D.        |
| 15 luglio 2019   | Londra                 | Regno Unito     | Somerset House                | N.D.               | N.D.                                      | N.D.        |
| 18 luglio 2019   | Berna                  | Svizzera        | Gurten                        | N.D.               | N.D.                                      | N.D.        |
| 20 luglio 2019   | Ostrava                | Repubblica Ceca | Dolní Vítkovice               | N.D.               | N.D.                                      | N.D.        |
| Nord America     |                        |                 |                               |                    |                                           |             |
| 2 agosto 2019    | Montréal               | Canada          | Parc Jean-Drapeau             | N.D.               | N.D.                                      | N.D.        |
| 4 agosto 2019    | Chicago                | Stati Uniti     | Grant Park                    | N.D.               | N.D.                                      | N.D.        |
| 30 agosto 2018   | Miami                  | Stati Uniti     | American Airlines Arena       | N.D.               | N.D.                                      | N.D.        |
| 31 agosto 2019   | Filadelfia             | Stati Uniti     | Benjamin Franklin Parkway     | N.D.               | N.D.                                      | N.D.        |
| 6 ottobre 2019   | Austin                 | Stati Uniti     | Zilker Park                   | N.D.               | N.D.                                      | N.D.        |
| 8 ottobre 2019   | Austin                 | Stati Uniti     | Moody Theater                 | N.D.               | N.D.                                      | N.D.        |
| 13 ottobre 2019  | Austin                 | Stati Uniti     | Zilker Park                   | N.D.               | N.D.                                      | N.D.        |
| 9 novembre 2019  | Houston                | Stati Uniti     | Reliant Park                  | N.D.               | N.D.                                      | N.D.        |
| Europa           |                        |                 |                               |                    |                                           |             |
| 3 dicembre 2019  | Parigi                 | Francia         | Salle Pleyel                  | Polito             | 2.346 / 2.346                             | $79.288     |
| 5 dicembre 2019  | Londra                 | Regno Unito     | O2 Academy Brixton            | Polito             | 4.951 / 4.951                             | $194.512    |
| 7 dicembre 2019  | Barcellona             | Spagna          | Palau Sant Jordi              | Polito             | 31.175 / 31.175                           | $1.569.220  |
| 8 dicembre 2019  | Barcellona             | Spagna          | Palau Sant Jordi              | Polito             | 31.175 / 31.175                           | $1.569.220  |
| 10 dicembre 2019 | Madrid                 | Spagna          | WiZink Center                 | Polito             | 14.831 / 14.831                           | $563.627    |

### Cancellazioni
| Data             | Città    | Stato    | Luogo                 | Motivo                     |        |        |
| Europa           | Europa   | Europa   | Europa                | Europa                     | Europa | Europa |
| ---------------- | -------- | -------- | --------------------- | -------------------------- | ------ | ------ |
| 13 luglio 2019   | Montmeló | Spagna   | Circuito di Catalogna | Cancellazione del festival |        |        |
| Sud America      |          |          |                       |                            |        |        |
| 30 novembre 2019 | Bogotà   | Colombia | Parque Simón Bolívar  | Proteste in Colombia       |        |        |